# Lespesia leliae
Lespesia leliae là một loài ruồi trong họ Tachinidae.